# زاوية (هشترود)
زاوية هي قرية في مقاطعة هشترود، إيران. عدد سكان هذه القرية هو 70 في سنة 2006.